# Antonín Novotný

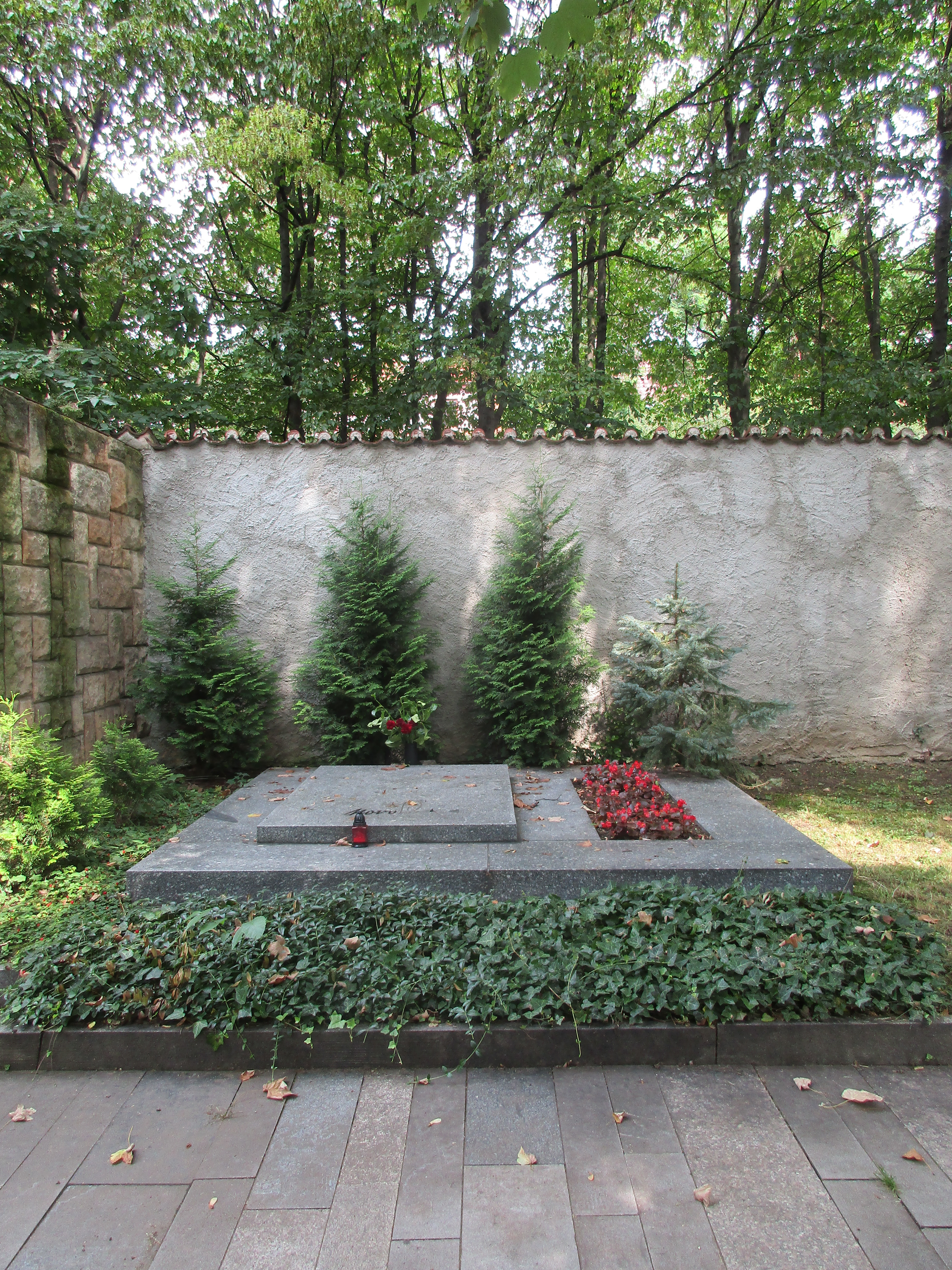
Hrob bývalého prezidenta Antonína Novotného na hřbitově Malvazinky.

Antonín Josef Novotný (10. prosince 1904 Letňany – 28. ledna 1975 Praha) byl československý politik a funkcionář Komunistické strany Československa. V letech 1953–1968 zastával funkci prvního tajemníka KSČ. Kromě toho během let 1957 až 1968 úřadoval jako československý prezident, v pořadí třetí komunistický.

## Život

### Mládí
Novotný pocházel z chudé rodiny zedníka Antonína Novotného (* 1874) z Letňan a Barbory, roz. Hlaváčové (* 1882) z Velkých Čakovic. Narodil se v Letňanech čp. 28 (kde měli bydliště i jeho otec Antonín a děd Antonín, dnes Beranových 28) a 13. prosince dostal při křtu v kostele sv. Remigia ve farnosti Čakovice jména Antonín Josef.
Vyučil se strojním zámečníkem, poté pracoval jako dělník. V prosinci 1929 se oženil s Boženou Fridrichovou, v následujícím roce se jim narodil syn Antonín. Podle zápisu v matrice v únoru 1921 vystoupil z církve.

### Kariéra v KSČ
Roku 1921 vstoupil do KSČ, kde prošel řadou funkcí (v pražské organizaci), v letech 1937–1938 působil jako tajemník KV KSČ v Hodoníně. Po zákazu komunistické strany (1938) pracoval jako dělník ve vysočanské Včele.
Za druhé světové války se podílel na ilegální činnosti KSČ, v roce 1941 byl zatčen a až do roku 1945 byl vězněn v koncentračním táboře Mauthausen-Gusen.
Pro volby do prozatímního Národního shromáždění v roce 1945 byl na kandidátce KSČ umístěn jako 6. náhradník za KSČ, zvolen poslancem ještě nebyl. Poslancem se stal po volbách v roce 1948 a zůstal jím až do své volby prezidentem republiky v roce 1957. Od roku 1954 byl členem předsednictva Národního shromáždění.
V letech 1945–1951 byl vedoucím tajemníkem KV KSČ v Praze. V letech 1946–1968 byl členem ÚV KSČ, v roce 1951 se stal členem předsednictva ÚV KSČ a 13. září 1953 byl zvolen prvním tajemníkem ÚV KSČ.

### Prezidentem Československa
Když zemřel prezident Antonín Zápotocký, čekalo se, že novým prezidentem bude Viliam Široký. V Praze už probíhaly přípravy na volbu Širokého, tiskly se dokonce jeho prezidentské obrazy. Při návštěvě československé komunistické reprezentace v Moskvě rozhodl Chruščov v Moskvě jinak. Když dostal zprávu o smrti Zápotockého, osobně doporučil do funkce prezidenta Antonína Novotného. Ústřední výbor KSČ navrhl Antonína Novotného jako kandidáta na prezidenta.
Dne 19. listopadu 1957 se stal prezidentem Československa, když pro něj hlasovalo všech 353 přítomných poslanců Národního shromáždění. V roce 1960 vyhlásil rozsáhlou amnestii a na svobodu se tak dostala řada odsouzených z politických procesů 50. let. Jelikož však v době jeho úřadu výkonnost ekonomiky neustále klesala, musel Novotný hledat další východiska v této oblasti. V roce 1963, v době zhroucení tzv. 3. pětiletky, která musela být zrušena a přeplánována, odvolal z funkce předsedy vlády stalinistu Viliama Širokého a nahradil jej pragmatičtější Jozef Lenárt. Díky tomu byly v roce 1965 přijaty reformní návrhy ekonoma Oty Šika. V roce 1967 chtěl Novotný obnovit tvrdší kurs, ale vzhledem k již probíhajícímu procesu uvolňování bylo již pozdě. V té době již intelektuálně nestačil novodobým úkolům a jeho spontánní vystoupení vyvolávala často smích a vtipkování mezi obyvatelstvem. Sám o sobě a o svých schopnostech pochyboval. Svědectví jeho neteře z konce padesátých let 20. století popisuje, jak Novotný drží hlavu v dlaních a stěžuje si, že na funkci nestačí a nemůže v ní obstát. Styděl se před vzdělanými lidmi, a k inteligenci se proto choval tvrdě a přezíravě.
V době jeho působení v čele státu došlo postupně k značnému uvolnění a k částečné rehabilitaci většiny nespravedlivě odsouzených v 50. letech. Podle historika Jiřího Pernese Novotný trávil v prezidentském úřadě svá dopoledne v pondělí, ve středu a v pátek. Většinu času totiž nadále věnoval své důležitější funkci prvního tajemníka ÚV KSČ. Novotný byl první hlavou státu, která se nechávala oslovovat „soudruhu prezidente“, a po nástupu do funkce si nechal snížit plat.

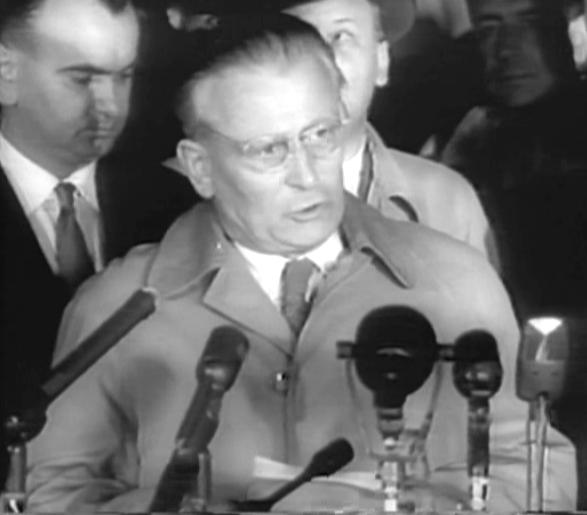
Novotný v září roku 1960 přednáší projev po příletu do New Yorku

V roce 1960 na zasedání tehdejšího ÚV KSČ 13. a 14. ledna aktivně prosadil schválení návrhu nové ústavy, tzv. socialistické, nahrazující Ústavu 9. května z roku 1948 (kterou tehdejší prezident Edvard Beneš odmítl podepsat). Krátce poté se sešlo Národní shromáždění, které 9. dubna 1960 schválilo novou územní organizaci státu, spočívající ve slučování okresů a snížení počtu krajů. 5. až 7. července na celostátní konferenci KSČ Novotný v hlavním projevu konstatoval „vítězství socialismu“ (čímž myslel téměř úplnou likvidaci soukromého podnikání a vlastnictví výrobních prostředků v ČSR a vznik společnosti bez vykořisťovatelských tříd). 11. července 1960 Národní shromáždění schválilo tuto novou, tzv. socialistickou ústavu. Tím byl tradiční název Československá republika změněn na Československá socialistická republika (ČSSR) a byl zaveden i nový státní znak. Pro Antonína Novotného byl hlavním problémem v řízení společnosti problém slovenský. Ve chvíli, kdy byla schválena ústava v roce 1960 a Československo se považovalo za socialistickou zemi, šlo v podstatě o centralistické řízení, takzvaný demokratický centralismus. Antonín Novotný a jeho pragocentrický aparát velice silně zastával tuto teorii, ve které pro slovenské národní orgány a vůbec sebeuplatnění slovenského národa jak politicky, tak kulturně nebylo žádné místo. Od představitelů Matice odmítl převzít dary a obvinil je z podpory separatismu. Při návštěvě Slovenska zakázal vzít dary od Matice slovenské i své manželce se slovy: „Božka nic neber.“ Pak odjel do Prahy.
V šedesátých letech se však československá společnost postupně značně liberalizovala. Byla zavedena tzv. Nová hospodářská soustava, vznikala malá divadla, nová vlna ve filmu, začaly být vydávány výrazně svobodomyslné Literární noviny atd. Značnou pozornost věnoval Antonín Novotný tělovýchovným vystoupením (československá spartakiáda).
Dne 12. listopadu 1964 byl po uplynutí sedmiletého funkčního období podruhé zvolen československým prezidentem. Ruku pro něj zvedlo všech 294 přítomných poslanců Národního shromáždění.

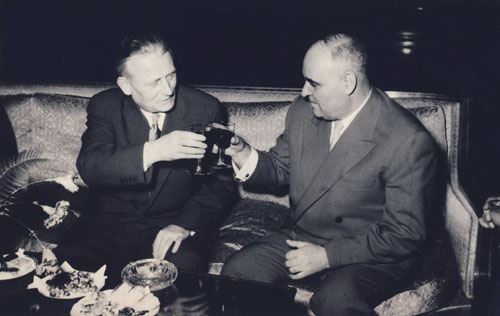
Antonín Novotný a rumunský premiér Gheorghe Gheorghiu-Dej. Fotografie z roku 1961.

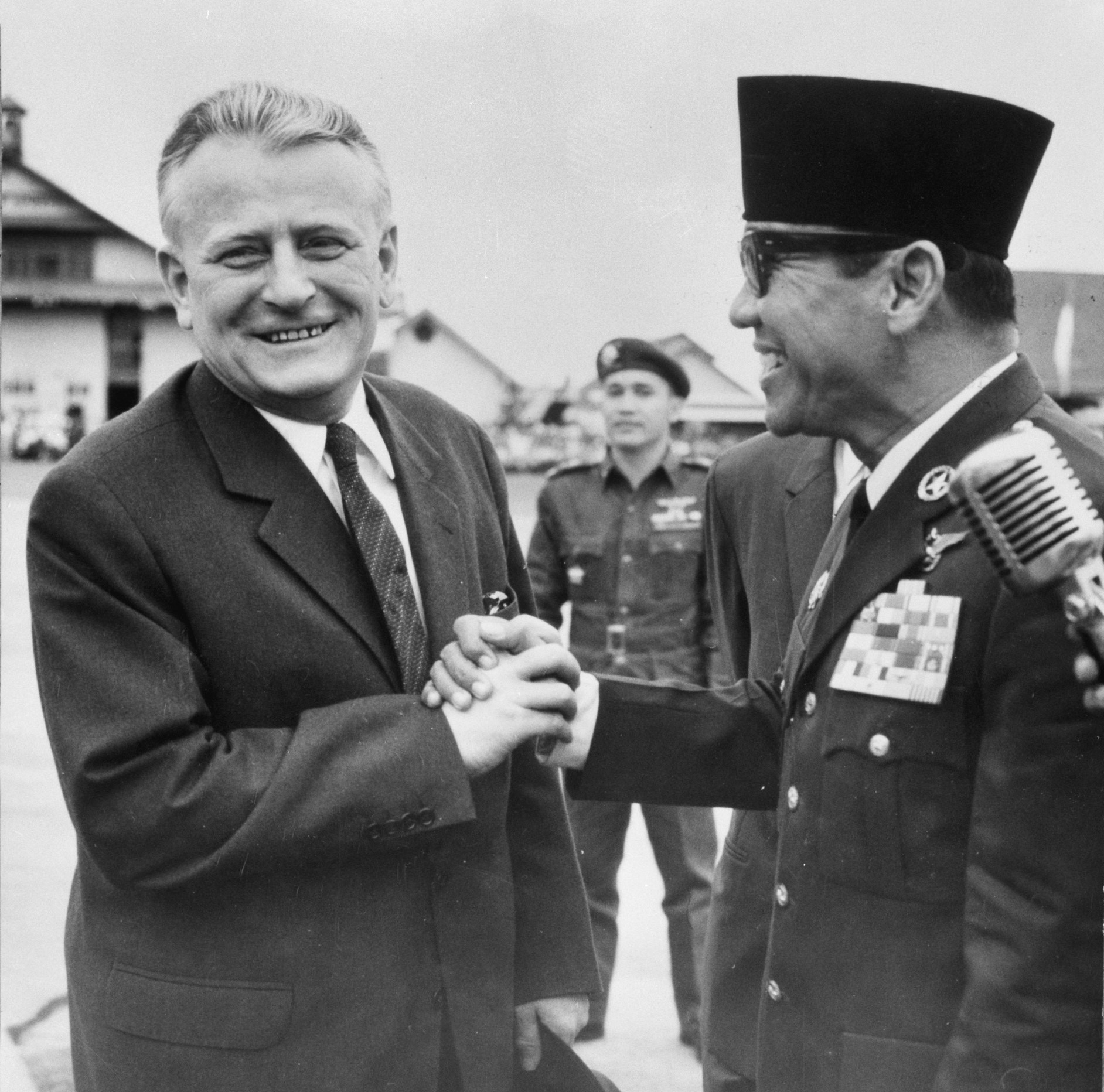
Novotný při setkání se Sukarnem, prvním prezidentem nezávislé Indonésie, září 1963

Novotného se značně dotkly tzv. strahovské události na konci října 1967 a osobně se pokusil na Strahově v menze kolejí neúspěšně hledat se studenty řešení vzniklé nespokojenosti. Masarykovské názory studentů se dostávaly do přímého konfliktu s jeho názory. Studenti hovořili o svobodné vůli člověka, nepotřebnosti Lidových milicí, porušování akademické svobody Státní bezpečností, potlačování studentských nepokojů a také o možnostech drobného soukromého podnikání. Na podzim roku 1967, po pokusu Novotného omezit liberalizaci (bylo zastaveno vydávání oblíbených liberálních Literárních novin, zakázal např. promítání filmu Bílá paní, který tehdy zaplňoval československé biografy), vznikla politická krize, které využili jeho odpůrci. Stalinisté Biľak a Kolder a také Hendrych se spojili s reformními komunisty ve snaze odvolat Novotného z funkce prvního tajemníka ÚV KSČ, a to i přesto, že se za něj postavily Lidové milice, které poté při jeho únorovém projevu zcela zaplnily pražské Staroměstské náměstí. Jako řešení vzniklé patové situace on sám navrhl svého oblíbence, slovenského komunistu Alexandra Dubčeka jako kompromisního kandidáta[zdroj?] na funkci 1. tajemníka ÚV KSČ. Dubček pak byl 5. ledna 1968 zvolen do této funkce a Antonín Novotný zůstal prezidentem až do 22. března 1968, kdy byl přinucen odstoupit i z tohoto úřadu a zcela odejít z politického života. V květnu 1968 byl odvolán ze všech funkcí a bylo mu pozastaveno členství v KSČ. Vráceno mu bylo v období normalizace v roce 1971, ale do politického života se již nevrátil.
Antonín Novotný zemřel 28. ledna 1975 po krátké těžké nemoci na infarkt myokardu ve věku 70 let ve Státním sanatoriu v Praze. Zpráva o jeho smrti v Rudém právu připomněla, že byl zakládajícím členem KSČ. Poslední rozloučení se konalo dne 1. února 1975 ve velké obřadní síni krematoria v Praze-Strašnicích. Pohřbu se zúčastnila delegace vedená členem Ústředního výboru KSČ Emilem Mertlem.

## Politické postoje

Nový státní znak, prosazený za vlády Antonína Novotného

Antonín Novotný odmítl žádost Brežněva o přijetí sovětských jednotek na území Československa, nepodporoval nástup Brežněva k moci (přiklonil se na stranu jeho rivala Kosygina), umožnil postupnou liberalizaci. Jeho postoj ke Slovensku je často označován za problematický. Například Matici slovenskou pomluvil (což vyplývalo z jeho nedostatečného nejen historického vzdělání), 5. až 7. července 1960 omezil pravomoci Slovenské národní rady a pomocí dalších orgánů zrušil Sbor pověřenců – národní orgán moci vládní a výkonné na Slovensku. Tím pádem se Československo stalo de facto unitárním státem. Po krachu III. pětiletého plánu v roce 1963 získal pochybnosti o centrálním řízení československého hospodářství (vystoupení na Letné 9. května 1963). Zejména v roce 1965 připustil význam prezidentů T. G. Masaryka a Beneše na vzniku a obnově Československa. Při rehabilitacích nepřímo odsoudil neblahou roli obou svých bezprostředních předchůdců ve funkci prezidenta republiky.

## Obraz v kultuře

### Ve filmu a televizi
Po roce 1989 vzniklo několik filmů či seriálů, které se zabývaly obdobím let 1948–1968, které bylo klíčové jak pro Československo, tak pro Novotného samotného. Antonína Novotného ztvárnili:
| Zdeněk Bureš | seriál České století, režie Robert Sedláček, 2013 |
| Jan Novotný  | film Vlny, režie Jiří Mádl, 2024                  |

### V lidové kultuře
Prezident Novotný se stal, podobně jako jeho předchůdci, terčem četných anekdot, které se vysmívaly jeho nevzdělanosti. Mezi lidmi měl přezdívku „der schöne Toni“. Když se jako host zúčastnil zasedání Valného shromáždění OSN, byl údajně zvolen nejkrásnějším státníkem, který na jednání byl.

## Ocenění

### Československá vyznamenání
- 1947 –  Československý válečný kříž 1939[28]
- 1947 –  Pamětní odznak druhého národního odboje[28]
- 1949 –  Řád 25. února[28]
- 1954 –  Řád budování socialistické vlasti[29]
- 1955 –  Řád Klementa Gottwalda – za budování socialistické vlasti[30] [pozn. 1]
- 1964 – udělen čestný titul Hrdina socialistické práce s právem nosit zlatou hvězdu Hrdiny socialistické práce[33]
- 1965 –  Pamětní medaile k 20. výročí osvobození ČSSR[28]

### Zahraniční vyznamenání
- 1959 –  Řád královny ze Sáby (Etiopie)[34]
- 1959 – Řád zásluh o Sjednocenou arabskou republiku (Sjednocená arabská republika)[28]
- 1960 –  Královský řád Kambodže (Kambodža)[35] [pozn. 2]
- 1961 –  Řád hvězdy Indonéské republiky I. třídy (Indonésie)[36]
- 1964 –  Řád jugoslávské velké hvězdy (Jugoslávie)[37]
- 1966 –  Řád Nilu (Sjednocená arabská republika)[38]
- 1967 –  Řád Pahlaví (Írán)[39]

## Zajímavost
Jeho celoživotní zálibou byl mariáš, který hrál i ve své rezidenci na Orlíku. Také při dlouhotrvajících letech na zahraničních cestách se této zábavě věnoval. Jeho partnerem byl obvykle Václav David (ministr zahraničí), Jiří Hendrych (tajemník ÚV KSČ) a Ladislav Novák (vedoucí Kanceláře prezidenta).